# Ichneumon pumiliops
Ichneumon pumiliops är en stekelart som beskrevs av Heinrich 1961. Ichneumon pumiliops ingår i släktet Ichneumon och familjen brokparasitsteklar. Inga underarter finns listade i Catalogue of Life.